# A Cleveland Barons játékosainak listája
A Cleveland Barons egy profi jégkorong csapat volt a National Hockey League-ben 1976–1978 között. Ez a lista nem tartalmazza a Minnesota North Stars és Dallas Stars játékosait.
| Ábécé szerinti tartalomjegyzék                      |
| --------------------------------------------------- |
| A B C D E F G H I J K L M N O P Q R S T U V W X Y Z |

## A
- Fred Ahern,
- Jeff Allan,
- Chuck Arnason,

## B
- John Baby,
- Lyle Bradley,

## C
- Dan Chicoine,
- Mike Christie,
- Mike Crombeen,

## E
- Gary Edwards

## F
- Mike Fidler,
- Len Frig,

## G
- Dave Gardner,
- Bob Girard,

## H
- Rick Hampton,
- Gary Holt,
- Randy Holt,

## J
- Rick Jodzio,
- Bjorn Johansson,

## K
- Reg Kerr,
- Ralph Klassen,
- Ken Kuzyk,

## L
- François Lacombe,
- Pete Laframboise,
- Mike Laughton,
- Brian Lavender,
- Reggie Leach,

## M
- Al MacAdam,
- Kris Manery,
- Dennis Maruk,
- Walt McKechnie,
- Brent Meeke,
- Gilles Meloche,
- Wayne Merrick,
- Angie Moretto,
- Jim Moxey,
- Bob Murdoch,

## N
- Jim Neilson,

## O
- Dennis O'Brien,

## P
- Jim Pappin,
- Jean-Paul Parisé,
- Glenn Patrick,
- Jean Potvin,
- Tom Price,

## R
- Darcy Regier,
- Phil Roberto,

## S
- Gary Sabourin,
- Rick Shinske,
- Charlie Simmer,
- Gary Simmons,
- Greg Smith,
- Frank Spring,
- Vern Stenlund,
- Bob Stewart,

## W
- Juha Widing